# Тре-Сан-ан-Уш
Тре-Сан-ан-Уш (фр. Treis-Sants-en-Ouche) — муніципалітет у Франції, у регіоні Верхня Нормандія, департамент Ер. Тре-Сан-ан-Уш утворено 1 січня 2019 року шляхом злиття муніципалітетів Сент-Обен-ле-Вертюе, Сен-Клер-д'Арсе i Сен-Кантен-дез-Іль. Адміністративним центром муніципалітету є Сент-Обен-ле-Вертюе. Населення — 1360 осіб (01.01.2021).